# 宮本大輝
宮本 大輝（みやもと ひろき、1987年2月16日 - ）は、日本の俳優。

## 主な出演作品

### 舞台
- 王様と私

### ドラマ
- 八代将軍吉宗（NHK総合テレビ大河ドラマ、1995年）
- あぐり（NHK総合テレビ連続テレビ小説、1997年）
- 葵 徳川三代（NHK総合テレビ大河ドラマ、2000年）